# عبد الله السلمان (سياسي)
عبد الله عيسى السلمان (1969 - ) اقتصادي وسياسي كويتي، وزير التجارة والصناعة منذ 2 مارس 2021، حتى 28 ديسمبر 2021.

## السيرة الشخصية والعلمية
ولد الدكتور عبد الله السلمان في الكويت في عام 1969، حصل على بكالوريوس الاقتصاد من كلية التجارة الاقتصاد والعلوم السياسية من جامعة الكويت، كما حصل على درجة الماجستير في الاقتصاد المالي من جامعة واشنطن دي سي الأمريكية الا ان تحصل على الدكتوراه في الاقتصاد من جامعة هاورد – واشنطن دي سي – الولايات المتحدة الأمريكية، وعمل بعدها أستاذآ للاقتصاد المالي في جامعة الكويت.

## عضوياته ومناصبه
- مؤسس ومدير مركز المعاملات المالي في جامعة الكويت.
- شغل منصب رئيس مجلس إدارة شركة مايسترو توميك للاستشارات.
- رئيس مجلس إدارة معهد مايستروتوميك للتدريب.
- رئيس مجلس أمناء مبادرة “ميزانيتي” للثقافة المالية الشخصية المجتمعية.
- مستشار اقتصادي لدى عدد من الوزارات والديوان الأميري.
- عضوًا في عدد من اللجان الفنية بمجلس الأمة الكويتي.